# Tomoki Taniguchi
Tomoki Taniguchi (født 22. oktober 1992) er en japansk fodboldspiller, som spiller for den japanske fodboldklub Azul Claro Numazu.